# The Vision Factory
The Vision Factory (ook bekend onder de namen SPC Vision, SPC Codim en SPC Group) was een Nederlandse ontwikkelaar van cd-i-spellen in de jaren 90. Het bedrijf was eerst gevestigd in Eindhoven en later in Den Bosch.

## Beschrijving
The Vision Factory was oorspronkelijk een business-softewareontwikkelaar met de naam SPCC (naar verluidt een afkorting voor Sergeant Pepper's Computer Company). Zij kwamen in contact met Philips, waar zij indruk maakten met cd-i-games met kleurrijke sprites, zoals de Shoot 'em up Alien Gate. 'The Vision Factory' werd het label waaronder de SPC-games werden uitgebracht.
Het bekendste spel van het bedrijf is de puzzelgame Dimo's Quest, dat oorspronkelijk door Boeder Games/Infernal Byte Systems werd ontwikkeld voor de Amiga en door SPC Vision werd geporteerd naar de cd-i.
In 1996 trok Philips de stekker uit de cd-i, wat het einde van het bedrijf betekende. In 2002 ging SPC/The Vision Factory failliet.

## Ontwikkelde computerspellen
- Alien Gate (cd-i, 1993)
- Steel Machine (cd-i, 1993)
- Dimo's Quest (cd-i, 1994) (port van Amiga-game ontwikkeld door Boeder Games/Infernal Byte Systems)[3]
- The Apprentice (cd-i, 1994)
- Philips Media Encyclopedia (cd-i, 1995)[4] (exclusief voor Nederland)
- Die CD-i mit der Maus: Auf dem Bauernhof (cd-i, 1995)[5] (exclusief voor Duitsland)
- Het Staat in de Sterren (cd-i, 1996) (exclusief voor Nederland)
- Lingo (cd-i, 1994 / Windows, 1997) (exclusief voor Nederland)
- Sport Freaks (cd-i, 1996)
- Uncover featuring Tatjana (cd-i, Windows, 1996)
- Lucky Luke: The Video Game (cd-i, 1996)
- Accelerator (cd-i, 1997)
- Golden Oldies I: Guardian & Invaders (cd-i, 1997)
- Golden Oldies II: Blockbuster & Bughunt (cd-i, 1997)
- Scramble (cd-i, prototype)[6]
- Breaker (cd-i, prototype)[7]
- The Apprentice 2: Marvin's Revenge (cd-i, geannuleerd)[8]

## Seksuele toespelingen
Niet alleen de kleurrijke graphics zijn kenmerkend voor de meeste games van The Vision Factory. De ontwikkelaars toonden ook regelmatig seksuele toespelingen in de spellen. Tijdens de laadschermen van Lucky Luke: The Video Game worden animaties van dansende dames in korte rokjes getoond terwijl Lucky Luke op de piano speelt. In het spel The Apprentice komen schaarsgeklede anime-dames voor en er zijn enkele cheatcodes voor 'nudalities' met naakte of schaars geklede anime-dames. In Uncover Tatjana moeten puzzelstukjes zo worden neergelegd dat er een sexy foto van model Tatjana Šimić tevoorschijn komt.